# Bee Gees Rarities
A  Rarities című lemez a Bee Gees  együttes Japánban kiadott 2 LP-s válogatáslemeze.

## Az album dalai
Side A
1. I Can't See Nobody   (Barry és Robin Gibb) – 3:45
2. Close Another Door   (Barry, Robin és Maurice Gibb) – 3:30
3. Every Christian Lion Hearted Man Will Show You   (Barry és Robin és Maurice Gibb) – 3:38
4. Sinking Ships (Barry, Robin és Maurice Gibb) – 2:30
5. The Singer Sang His Song (Barry, Robin és Maurice Gibb) – 3:19
6. Kitty Can (Barry, Robin és Maurice Gibb) – 2:39
7. Kilburn Towers (Barry, Robin és Maurice Gibb) – 2:19

Side B
1. Lamplights (Barry, Robin és Maurice Gibb) – 4:47
2. Sun in My Morning (Barry és Maurice Gibb) – 2:55
3. Sweetheart (Barry és Maurice Gibb) – 3:09
4. Then You Left Me (Barry és Maurice Gibb) – 3:11
5. Man For All Seasons (Barry, Robin és Maurice Gibb) – 2:58
6. Country Woman (Maurice Gibb) – 2:47
7. Walking Back To Waterloo (Barry, Robin és Maurice Gibb) – 3:51

Side C
1. King and Country (Barry, Robin és Maurice Gibb) – 5:19
2. Elisa (Barry, Robin és Maurice Gibb) – 2:45
3. It Doesn't Matter Much to Me (Barry, Robin és Maurice Gibb) – 3:49
4. Wind of Change (Barry, Robin és Maurice Gibb) – 4:54
5. Edge Of The Universe  (Barry és Robin Gibb) – 5:21
6. Country Lanes  (Barry és Robin Gibb) – 3:29

Side D
1. You Stepped Into My Life (Barry, Robin és Maurice Gibb) – 3:25
2. Can't Keep a Good Man Down   (Barry, Robin és Maurice Gibb) – 4:43
3. If I Can't Have You (Barry, Robin és Maurice Gibb) – 2:17
4. Rest Your Love On Me (Barry Gibb) – 4:20
5. I'm Satisfied  (Barry, Robin és Maurice Gibb) – 3:55
6. I Still Love You (Barry, Robin és Maurice Gibb) – 4:24

## Közreműködők
- Bee Gees